# 登蓋貝爾
登蓋貝爾（Dengel Ber）是埃塞俄比亞西部阿姆哈拉州北貢德爾地區的小鎮，座標11°57′N 37°0′E / 11.950°N 37.000°E，海拔1,790米。根據埃塞俄比亞中央統計局2005年人口普查的資料，登蓋貝爾人口約2,439，其中男性1,252人，女性1,187人。